# Michel Duprez
Pour les articles homonymes, voir Duprez.
Michel Duprez, né en 1945, est un joueur français de basket-ball, il mesure 1,98 m.

## Carrière
- 196?-1968 :  JA Vichy (Nationale 1)
- 1968-1977 :  ASVEL Villeurbanne (Nationale 1)
- 3 sélections (3 pts) en équipe de France de 1965 à 1968

## Palmarès
- Demi-finale de la Coupe Korać en 1974
- Champion de France en 1969, 1971, 1972, 1975, 1977.
- Finaliste du championnat de France en 1976